# KRI Teluk Bone (511)
KRI Teluk Bone (511) là tàu đổ bộ lớp LST-542 thuộc biên chế của Hải quân Indonesia. Tên gọi được lấy theo một vịnh nằm phía Nam đảo Sulawesi.
Tàu từng là USS Iredell County (LST-839) được đóng cho Hải quân Hoa Kỳ trong giai đoạn Chiến tranh thế giới thứ hai. Tên gọi lấy theo Iredell County, Bắc Carolina, đây là tàu hải quân duy nhất của Hoa Kỳ mang tên này.

## Phục vụ Hải quân Indonesia
Tàu tiếp tục phục vụ Hạm đội Thái Bình Dương và tham gia các hoạt động đang diễn ra tại Đông Nam Á cho đến tháng 7 năm 1970 khi cô ngừng hoạt động và chuyển đi (vay mượn) theo Chương trình Hỗ trợ An ninh cho Indonesia. Đổi tên là "Teluk Bone", con tàu đã bị xóa danh bạ và bán hoàn toàn cho Indonesia vào tháng 2 năm 1979 và vẫn hoạt động với Hải quân Indonesia vào tháng 5 năm 2011.
Vào thứ 7 ngày 15 tháng 9 năm 2012, "KRI Teluk Bone" và một tàu chiến từ chiến tranh thế giới thứ hai khác là "KRI Teluk Bone" (tên gọi cũ: USS Presque Isle APB-44) tham gia Morotai kỷ niệm để nhớ chiến tranh thế giới đồng minh II hoạt động tại Morotai, ngày 15 tháng 9 năm 1944. Thật thú vị, cả hai chiếc tàu đã được tham gia vào sự kiện gốc vào ngày 15 tháng 9 năm 1944 với tư cách là một phần của lực lượng viễn chinh Đồng Minh.

## Giải thưởng
USS Iredell County (LST-839) đã nhận được một ngôi sao chiến trường khi tham chiến chiến tranh thế giới thứ hai, 9 ngôi sao chiến dịch khi tham chiến tại Chiến tranh Việt Nam và một số vinh danh khác.